# 25043 Фанґцінґ
25043 Фанґцінґ (25043 Fangxing) — астероїд головного поясу, відкритий 17 серпня 1998 року.
Тіссеранів параметр щодо Юпітера — 3,366.